# تپه درکو سازیان
تپه دراکو سازیان مربوط به دوره اشکانیان - دوره سلجوقیان است و در شهرستان تویسرکان، بخش قلقل رود، روستای سازیان واقع شده و این اثر در تاریخ ۲۴ اسفند ۱۳۸۳ با شمارهٔ ثبت ۱۱۴۱۶ به‌عنوان یکی از آثار ملی ایران به ثبت رسیده است.